# Mauricio Espinosa
Mauricio Espinosa (født 6. maj 1972) er en uruguayansk fodbolddommer, der deltog som reservedommer i VM 2010.

## Karriere

### VM 2010
- Australien – Serbien  (reserve for Jorge Larrionda)
- Cameroun – Danmark  (reserve for Jorge Larrionda)
- Elfenbenskysten – Portugal  (reserve for Jorge Larrionda)
- Tyskland – England  (ottendedelsfinale) (reserve for Jorge Larrionda)

| Biografi | Spire Denne biografi om en fodbolddommer er en spire som bør udbygges. Du er velkommen til at hjælpe Wikipedia ved at udvide den. |